# Aligatorowate
Aligatorowate (Alligatoridae) – rodzina gadów z rzędu krokodyli. Zaliczają się do niej aligatory (podrodzina Alligatorinae z jednym rodzajem Alligator) i kajmany (podrodzina Caimaninae). Zwierzęta te zamieszkują strefę gorącą obu Ameryk i wschodnie Chiny (Alligator sinensis). Południowo-wschodnią część USA zamieszkuje aligator missisipski (Alligator mississippiensis). Kajmany zamieszkują Amerykę Południową aż do Meksyku.

## Budowa
W porównaniu do krokodyli właściwych mają krótkie i szerokie pyski. Silnie wystające wzgórki oczne i zadarte nozdrza. Rodzina ta ma charakterystyczny układ zębów. Aligatorowate wyróżniają się od reszty krokodyli bogatszym uzębieniem - 34-40 zębów w górnej, a 44 zęby w dolnej szczęce. Wszystkie zęby żuchwy, również duże "czwórki", są niewidoczne na zewnątrz, ponieważ wchodzą w głębokie zatoki kości międzyszczękowej, co odróżnia aligatorowate od krokodylowatych. Paszcza szeroka, przypłaszczona, na grzbiecie 2-3 grzebieni tarczowych, przechodzących na ogonie w jeden. Brzuch nieosłonięty pancerzem, w górnej części paszczy kostna przegroda nosowa. Grzbiet barwy zgniło zielonej, z ciemnymi plamami, brzuch zaś brudno żółtawy. Aligator osiąga od 2,5 do 5 m długości.

## Tryb życia
Aligatorowate są zwierzętami nocnymi, wyłącznie słodkowodnymi. Żyją w jeziorach, rzekach, stawach i błotach, często przenosząc się z miejsca na miejsce. Znoszą temperaturę poniżej 0 °C. Żywią się głównie rybami, nie gardzą jednak ssakami. Aligator wydaje głos zbliżony do ryku lwa. Samica składa około 100 małych jaj o bardzo twardej skorupie. Młode aligatory oswajają się bardzo łatwo. Aligatory są hodowane ze względu na cenną skórę, która służy głównie do wyrobu obuwia i eleganckiej galanterii. Z tłuszczu aligatorów robiono kiedyś smar do maszyn. Indianie jedli mięso niektórych gatunków aligatorów.

## Podział systematyczny
Do rodziny należą następujące podrodziny i występujące współcześnie rodzaje:
- Alligatorinae Gray, 1844
  - Alligator Cuvier, 1807
- Caimaninae Brochu, 1997 – kajmany
  - Caiman Spix, 1825
  - Melanosuchus Gray, 1862 – jedynym żyjącym przedstawicielem jest Melanosuchus niger (Spix, 1825) – kajman czarny
  - Paleosuchus Gray, 1862

Opisano również rodzaje wymarłe nienależące do powyższych podrodzin:
- Akanthosuchus O’Neill, Lucas & Kues, 1981
- Balanerodus Langston, 1965
- Bottosaurus Agassiz, 1849
- Caimanosuchus Kuhn, 1938
- Chrysochampsa Estes, 1988
- Notocaiman Rusconi, 1937
- Orientalosuchus Massonne, Vasilyan, Rabi & Böhme, 2019
- Orthogenysuchus Mook, 1924
- Sajkanosuchus Efimov, 1984